# 뉴욕 지하철 3호선

노선도

뉴욕 지하철 3호선은 뉴욕 지하철의 서비스 경로이다. 색상은 빨간색으로, IRT 브로드웨이-7번로 선 (Broadway–Seventh Avenue Line)을 급행으로 운행한다. 할렘-148번가 역 (맨해튼)에서 뉴 로츠 애비뉴 (브루클린)까지 이어진다.